# Triodontella tarsalis
Triodontella tarsalis är en skalbaggsart som beskrevs av Blanchard 1850. Triodontella tarsalis ingår i släktet Triodontella och familjen Melolonthidae. Inga underarter finns listade i Catalogue of Life.